# スターばっちりショー
『スターばっちりショー』は、1968年6月2日から同年9月29日までTBS系列局で放送されていた朝日放送製作の演芸番組である。全18回。放送時間は毎週日曜 12:15 - 12:45 （日本標準時）。

## 概要
東西のコメディアンたちが披露する名人芸・珍芸を審査していた番組。出場者たちはさまざまな役柄に扮し、各回のテーマに沿った内容の芸を披露していた。司会は三波伸介が、審査員は香川登志緒が務めていた。

## 放送リスト
| 回 | 放送日        | 演目             |
| -- | ------------- | ---------------- |
| 1  | 1968年 6月2日 | 船乗りの巻       |
| 2  | 6月9日        | 芸術家の巻       |
| 3  | 6月16日       | おまわりさんの巻 |
| 4  | 6月23日       | ABCの巻          |
| 5  | 6月30日       | 美容師の巻       |
| 6  | 7月7日        | 先生の巻         |
| 7  | 7月14日       | （不明）         |
| 8  | 7月21日       | 夏の商売の巻     |
| 9  | 7月28日       | 宣伝マンの巻     |
| 10 | 8月4日        | 軍人の巻         |
| 11 | 8月11日       | 夜の商売の巻     |
| 12 | 8月18日       | 危険な職業の巻   |
| 13 | 8月25日       | セールスマンの巻 |
| 14 | 9月1日        | （不明）         |
| 15 | 9月8日        | （不明）         |
| 16 | 9月15日       | （不明）         |
| 17 | 9月22日       | （不明）         |
| 18 | 9月29日       | （不明）         |

参考：『毎日新聞』毎日新聞社、ラジオ・テレビ欄。
| TBS系列 日曜 12:15 - 12:45                    | TBS系列 日曜 12:15 - 12:45                      | TBS系列 日曜 12:15 - 12:45                  |
| 前番組                                        | 番組名                                          | 次番組                                      |
| --------------------------------------------- | ----------------------------------------------- | ------------------------------------------- |
| 蝶々のすまんだ人生 （1968年2月4日 - 5月26日） | スターばっちりショー （1968年6月2日 - 9月29日） | 地球大爆笑 （1968年10月6日 - 1969年2月2日） |